# Cor van Dis sr.
Cornelis Nicolas (Cor) van Dis sr. (Leiden, 23 augustus 1893 – Den Haag, 5 januari 1973) was een Nederlandse scheikundige en politicus. Namens de Staatkundig Gereformeerde Partij (SGP) was hij van 1929 tot 1937 en van 1946 tot 1971 lid van de Tweede Kamer der Staten-Generaal, waarvan de laatste tien jaar als fractievoorzitter.

## Loopbaan
Van Dis was van 1919 tot 1929 in de chemische industrie werkzaam. Hij was ten tijde van zijn Kamerlidmaatschap tevens gemeenteraadslid in Rotterdam (1931-1940) en Ermelo (1946-1949) en lid van de Provinciale Staten van Gelderland (1946-1949) en Zuid-Holland (1961-1970). Namens zijn fractie was hij woordvoerder voor onder meer financieel-economische zaken, sociale zaken, defensie en buitenlandse zaken. Van Dis overleefde het bombardement op Rotterdam in de kelder van het Eudokiaziekenhuis. Tijdens de Tweede Wereldoorlog was hij drie dagen leraar aan het Christelijk Lyceum te Zwolle. Hij zou een NSB'er vervangen, die zijn docentschap liet versloffen vanwege propagandawerkzaamheden en daarom was geschorst. Uiteindelijk bleef de NSB'er echter leraar. Van november 1947 tot december 1956 was hij lid van de parlementaire enquêtecommissie over het regeringsbeleid in de Tweede Wereldoorlog. Toen Van Dis in maart 1965 tijdens het Kamerdebat over de val van het Kabinet-Marijnen verwees naar de Volkskrant interrumpeerde Christine Wttewaall van Stoetwegen met de opmerking: "Sedert wanneer leest u een roomse krant?".
Van Dis moest niets hebben van vrouwenkiesrecht, loterijen, sport, inentingen en emancipatie, en stond ook te boek als een fervent dierenbeschermer. Hij was een van de laatste principiële tegenstanders in de politiek van crematie.
In 1971 trad hij uit de Tweede Kamer, om lid te worden van de Eerste Kamer der Staten-Generaal. Opmerkelijk hierbij is dat hij in de Tweede Kamerfractie van de SGP werd opgevolgd door zijn zoon Cor van Dis jr.

### Ezelsproces
Van Dis is vooral bekend geraakt doordat hij in 1966 schrijver Gerard Reve aanklaagde wegens 'smalende godslastering'. De rechtszaak is de geschiedenis ingegaan als het Ezelsproces. In het boek Nader tot U had de schrijver de hoofdpersoon gemeenschap laten hebben met een als ezel geïncarneerde God. Uiteindelijk oordeelde de Hoge Raad in 1968 dat de aanklacht niet ontvankelijk was. Volgens de rechter waren passages in het werk van Reve weliswaar godslasterlijk, maar hadden ze geen smalend karakter.
In reactie werd Van Dis door een leraar eveneens aangeklaagd vanwege "een liefdeloze, en smalende godslasterlijke manier van spreken". In een interview met Bibeb in Vrij Nederland in december 1965 had hij verklaard dat homoseksuelen niet in God kunnen geloven en in de hel komen, waar "ze hun tongen zullen kauwen van pijn in gezelschap van de duivel, gescheiden van God". Van Dis werd hiervoor niet vervolgd door het Openbaar Ministerie. Hij verklaarde later niet gelukkig te zijn met het interview, omdat hij tot opmerkingen was verleid over zaken waarover hij liever niet praat.

## Persoonlijk
Van Dis was twee keer getrouwd. Na het overlijden van zijn eerste vrouw hertrouwde hij in 1948. Uit zijn eerste huwelijk had hij zeven kinderen, waaronder het Kamerlid Cor van Dis jr. Kerkelijk was Van Dis aangesloten bij de Christelijke Gereformeerde Kerken. In Zeist en Rotterdam-West diende hij als ouderling en ook in Ermelo zat hij in de kerkenraad.

## Onderscheidingen
- Ridder in de Orde van de Nederlandse Leeuw (28 april 1951)
- Commandeur in de Orde van Oranje-Nassau (21 augustus 1968)

- Biografisch Portaal: 10960603
- Parlement.com: vg09lkzu61q8